# Parakrobatik
Parakrobatik är en cirkusgren som utförs utan redskap, med tonvikt på styrka och balans. Numret utförs oftast av två personer, men det förekommer även att ett större antal personer deltar. Parakrobatiska nummer går typiskt ut på att den ene deltagaren lyfter eller kastar den andre i olika positioner och formationer, eller att bägge personerna utför balansakter med sina egna kroppar som redskap. Det vanliga är att personerna är specialiserade, antingen som underman (bas) eller som överman (topp eller flyer), men det förekommer även att rollerna skiftar.
Banquine är en variant av parakrobatik som går ut på att en person skjuts upp i luften av de övriga, och sedan landar på någons axlar, högst upp i en pyramid eller på något annat sätt fångas upp.